# (2234) Schmadel
(2234) Schmadel es un asteroide perteneciente al cinturón de asteroides, descubierto el 27 de abril de 1977 por Hans-Emil Schuster desde el Observatorio de La Silla, Chile.

## Designación y nombre
Designado provisionalmente como 1977 HD. Fue nombrado Schmadel en honor al astrónomo alemán Lutz D. Schmadel.